# Rafael Núñez Florencio
Rafael Núñez Florencio (Camas, 1956) es un historiador, filósofo y crítico español.

## Biografía
Nació en la localidad sevillana de Camas en 1956 es historiador y filósofo. Es autor de obras como El terrorismo anarquista 1888-1909 (1983), Utopistas y autoritarios en 1900 (1994), El ejército español en el desastre de 1898 (1997), Tal como éramos: España hace un siglo (1998), Sol y sangre. La Imagen de España en el mundo (2001), Con la salsa de su hambre. Los extranjeros ante la mesa hispana (2004), Hollada piel de toro: del sentimiento de la naturaleza a la construcción nacional del paisaje (2004) o El peso del pesimismo. Del 98 al desencanto (2011), entre otras. Colaboró además en la obra colectiva Tierra y Libertad. Cien años de anarquismo en España (2010), dirigida por Julián Casanova.